# Mòng két đảo Campbell
Mòng két đảo Campbell (danh pháp hai phần: Anas nesiotis) là một loài chim trong họ Vịt.